# Arne Blach
Arne Blach (Kopenhagen, Danska, 8. srpnja 1900. — Helsingør, Danska, 11. srpnja 1977.) je bivši danski hokejaš na travi.
Mlađi je brat danskih hokejaških reprezentativaca Nielsa i Ejvinda Blacha i otac je danskog hokejaškog reprezentativca Prebena Blacha.
Na hokejaškom turniru na Olimpijskim igrama 1928. u Amsterdamu je igrao za Dansku. Igrao je na mjestu napadača. Odigrao je sva četiri susreta. 
Danska je u ukupnom poredku dijelila 5. – 8. mjesto. U skupini je bila treća, a u odlučujućem susretu u zadnjem kolu u skupini koji je donosio susret za broncu je izgubila od Belgije s 0:1.
Na hokejaškom turniru na Olimpijskim igrama 1936. u Berlinu je igrao za Dansku. Danska je ispala u 1. krugu. Odigrao je jedan susret.
1936. je igrao za klub Skovshoved Idrætsforening.

## Vanjske poveznice
- Profil na Sports Reference.com  Arhivirana inačica izvorne stranice od 19. svibnja 2011. (Wayback Machine)